# Bungtang
Bungtang (en népalais : बुङताङ) est un comité de développement villageois du Népal situé dans le district de Nuwakot. Au recensement de 2011, il comptait 2 117 habitants.